# Fire Force
Fire Force (炎炎ノ消防隊?, En'en no shōbōtai, lett. "L'ardente brigata pompieri") è un manga scritto e disegnato da Atsushi Ōkubo. Esso è stato serializzato come serie regolare sulla rivista Weekly Shōnen Magazine dal 23 settembre 2015 al 22 febbraio 2022 e in volumi tankōbon sotto etichetta Kōdansha. L'edizione italiana del manga è stata pubblicata da Panini Comics sotto l'etichetta Planet Manga dal 4 maggio 2017 al 16 novembre 2023 e, per entrambe le occasioni, sono state realizzate due copertine differenti del primo e dell'ultimo volume: la copertina normale e una Variant Limited. A maggio 2022, il manga conta 20 milioni di copie in circolazione.
Una serie televisiva anime è stata prodotta dallo studio David Production e trasmessa dal 5 luglio al 27 dicembre 2019. Una seconda stagione è andata in onda da luglio a dicembre 2020. Il 16 maggio 2022 è stata annunciata una terza stagione che va in onda dal 4 aprile 2025.

## Sinossi

### Ambientazione
Il manga si svolge in un futuro in cui un evento, chiamato Grande Cataclisma (Grande catastrofe nel doppiaggio dell'anime), ha provocato un massivo incendio su scala mondiale che ha alzato il livello del mare e devastato diversi continenti. Il Giappone è ora molto più piccolo e gli abitanti si sono riuniti nel piccolo impero di Tokyo, dove la Chiesa del Sacro Sol e le Industrie Pesanti Haijima hanno sviluppato l'Amaterasu, un perpetuo impianto di energia termica.
250 anni dopo il disastroso evento, nell'anno 198 dell'era solare a Tokyo, si è formata una speciale forza di vigili del fuoco chiamata Fire Force per combattere crescenti incidenti di combustione umana spontanea, iniziati col Cataclisma, in cui gli esseri umani si trasformano in inferni viventi chiamati Incendiati (焰 ビ ト?, Homura Bito). Mentre gli incendiati sono casi di prima generazione di combustione umana spontanea, le generazioni successive possiedono pirocinesi pur mantenendo la forma umana. La Fire Force è stata formata unendo le persone con questi poteri della Chiesa del Sacro Sol, le forze armate di Tokyo e l'Agenzia di difesa antincendio, ed è composta da otto Brigate indipendenti.

### Trama
Shinra Kusakabe è un giovane pirocinetico di terza generazione che ha guadagnato il soprannome di "Demonio". Si unisce all'ottava brigata speciale che presenta altri pirocineti che hanno il compito di lavorare sia per estinguere gli Incendiati che incontrano, sia per indagare sulle Brigate da 1 a 7. Mentre appare una fazione che crea Incendiati, Shinra inizia a conoscere la causa del misterioso incendio che ha ucciso la sua famiglia 12 anni fa e scopre che il suo fratellino è ancora vivo.

## Media

### Manga
Il manga, scritto e disegnato da Atsushi Ōkubo, è stato serializzato dal 23 settembre 2015 al 22 febbraio 2022 sulla rivista Shōnen Magazine edita da Kōdansha.
In un'intervista tenutasi nel luglio 2019, l'autore dichiarò che nelle sue idee desiderava terminare il manga probabilmente con il volume 30, anche se questo numero poteva essere incrementato, ma sicuramente non avrebbe superato i 50. Il 13 ottobre 2021 la serie è entrata nel climax. Il 31 dicembre 2021 l'autore affermò che la serie avrebbe presentato 34 volumi totali.
In Italia la serie è stata pubblicata da Panini Comics sotto l'etichetta Planet Manga nella collana Manga Sun dal 4 maggio 2017 al 16 novembre 2023. La traduzione dei testi è stata curata da Ernesto Cellie, mentre il lettering è stato realizzato da Lara Iacucci.

### Anime

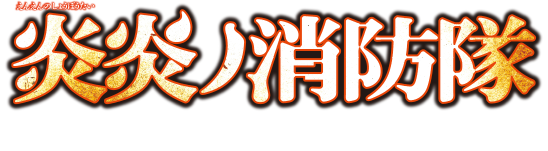
Logo originale della serie

Un adattamento anime ad opera dello studio David Production è stato annunciato il 14 novembre 2018. La serie viene diretta da Yuki Yase con la sceneggiatura di Yamato Haishima, il character design di Hideyuki Morioka e la colonna sonora ad opera di Kenichiro Suehiro. La versione animata è stata trasmessa in Giappone dal 5 luglio al 27 dicembre 2019 su Japan News Network nelle stazioni televisive MBS e TBS nel contenitore Animeism. Il terzo episodio è stato posticipato a causa di un incendio avvenuto il 18 luglio 2019 presso lo studio Kyoto Animation ed è stato trasmesso il 26 luglio 2019. Quest'ultimo presenta delle modifiche a livello video dove sono state alterate le scene con le fiamme e parte della narrazione. Le sigle di apertura sono rispettivamente Inferno cantata da Mrs. GREEN APPLE (ep. 1-14) e Mayday interpretata dai Coldrain feat. Ryo (ep. 15-24) mentre in chiusura sono state adoperate Veil di Keina Suda (ep. 1-14) e Nounai dei Lenny Code Fiction (ep. 15-24). In Italia i diritti della serie sono stati acquistati da Yamato Video che l'ha pubblicata sul proprio canale YouTube in versione sottotitolata.
Una seconda stagione è stata annunciata a fine dicembre 2019 ed è andata in onda dal 3 luglio all'11 dicembre 2020 su MBS e TBS. Le sigle di apertura sono SPARK-AGAIN di Aimer (ep. 25-37) e Torch of Liberty dei KANA-BOON (ep. 38-48) mentre quelle di chiusura ID dei Cidergirl (ep. 25-37) e Desire dei PELICAN FANCLUB (ep. 38-48). Come per la precedente, in Italia i diritti della seconda stagione sono stati acquistati nuovamente da Yamato Video che l'ha pubblicata sul proprio canale YouTube in versione sottotitolata. Dall'8 settembre al 15 dicembre 2021 le prime due stagioni sono state trasmesse in italiano in prima visione su Italia 2, mentre il 23 giugno 2022 è stato pubblicato anche in DVD e Blu-ray. Il doppiaggio italiano è curato da X-trim Solutions Srl (stagioni 1 e 2) e Molok Studios (stagione 3) di Milano sotto la direzione di Patrizio Prata. L'adattamento dei dialoghi dell'edizione italiana è stato effettuato da Simone Lupinacci, Lydia Corbelli, Annalisa Longo e Laura Cherubelli per le prime due stagioni e da Elena Rovati e Stefano Lucchelli per la terza stagione.
Una terza stagione è stata annunciata nel maggio 2022 ed è divisa in due parti: la prima va in onda dal 4 aprile 2025 mentre la seconda è prevista per gennaio 2026. Sei Tsuguta sostituisce Tatsuma Minamikawa nella composizione della serie, mentre quest'ultimo torna come direttore della serie. La sigla di apertura della prima parte è Tsuyobi (強火?) dei Queen Bee, mentre la sigla di chiusura è Urusiren (ウルサイレン?) di Umeda Cypher.

## Accoglienza

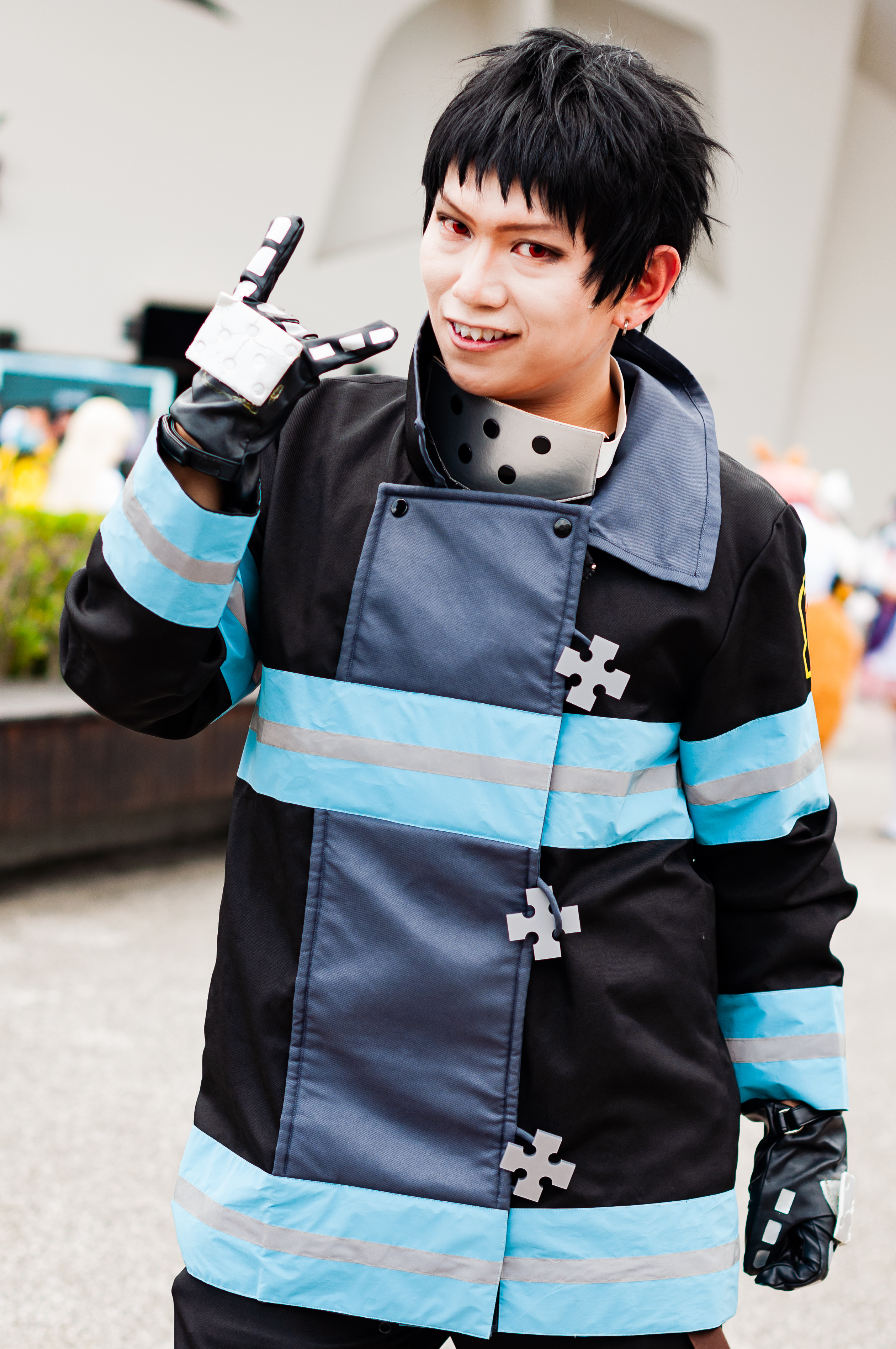
Cosplayer di Shinra

A gennaio 2018, il manga ha venduto 1,8 milioni di copie in Giappone. A giugno 2020, ha raggiunto i 7,3 milioni di copie in circolazione. A luglio 2020, ha superato i 10 milioni di copie vendute, e a ottobre 2020 ha superato le 12 milioni di copie in circolazione. Ad aprile 2021, il manga ha oltre 15 milioni di copie in circolazione, e a giugno 2021, ha superato le 16 milioni di copie in circolazione. A dicembre 2021 è arrivato a 17,5 milioni di copie stimate. A marzo 2022, il manga conta 18 milioni di copie in circolazione, e a maggio, oltre 20 milioni di copie vendute.
La serie si è classificato al tredicesimo posto nel sondaggio "Fumetti consigliati dai dipendenti della libreria nazione del 2017" della libreria online Honya Club. Gadget Tsūshin ha elencato il termine "Látom" (equivalente di "Amen" nella religione fittizia della serie) nella loro lista di parole d'ordine dell'anime del 2019. Nel sondaggio Manga Sōsenkyo 2021 indetto da TV Asahi, 150 000 persone hanno votato la loro top 100 delle serie manga e Fire Force si è classificata all'84º posto. Inoltre è stato nominato al 45º Premio Kodansha per i manga nella categoria shōnen nel 2021.